# Cofradía Penitencial de Nuestro Señor Jesús con la Cruz a Cuestas y María Santísima de las Angustias de la Asociación de Exalumnos Maristas (A.D.E.MAR)

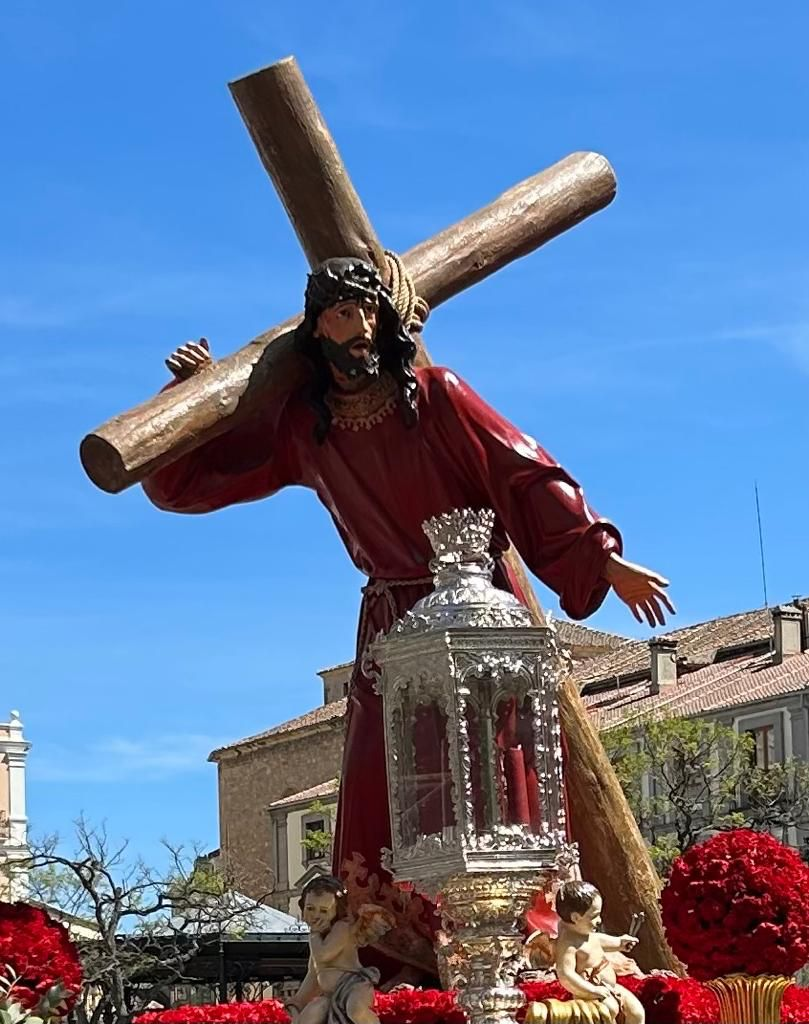
Talla del Cristo con la Cruz a Cuestas

La Cofradía Penitencial de Nuestro Señor Jesús con la Cruz a Cuestas y María Santísima de las Angustias de la Asociación de Exalumnos Maristas es una cofradía católica de Segovia, Castilla y León, España. Tiene su sede canónica en el Colegio Marista Nuestra Señora de la Fuencisla.
La cofradía procesiona el Viernes de Dolores, el Jueves Santo al trasladar las imágenes a la Catedral y el Viernes Santo en la Procesión de los Pasos. Las imágenes titulares son Santo Cristo con la Cruz a Cuestas y María Santísima de las Angustias de José Quixal y discípulo de la Escuela de Juan de Juni, respectivamente.

## Historia

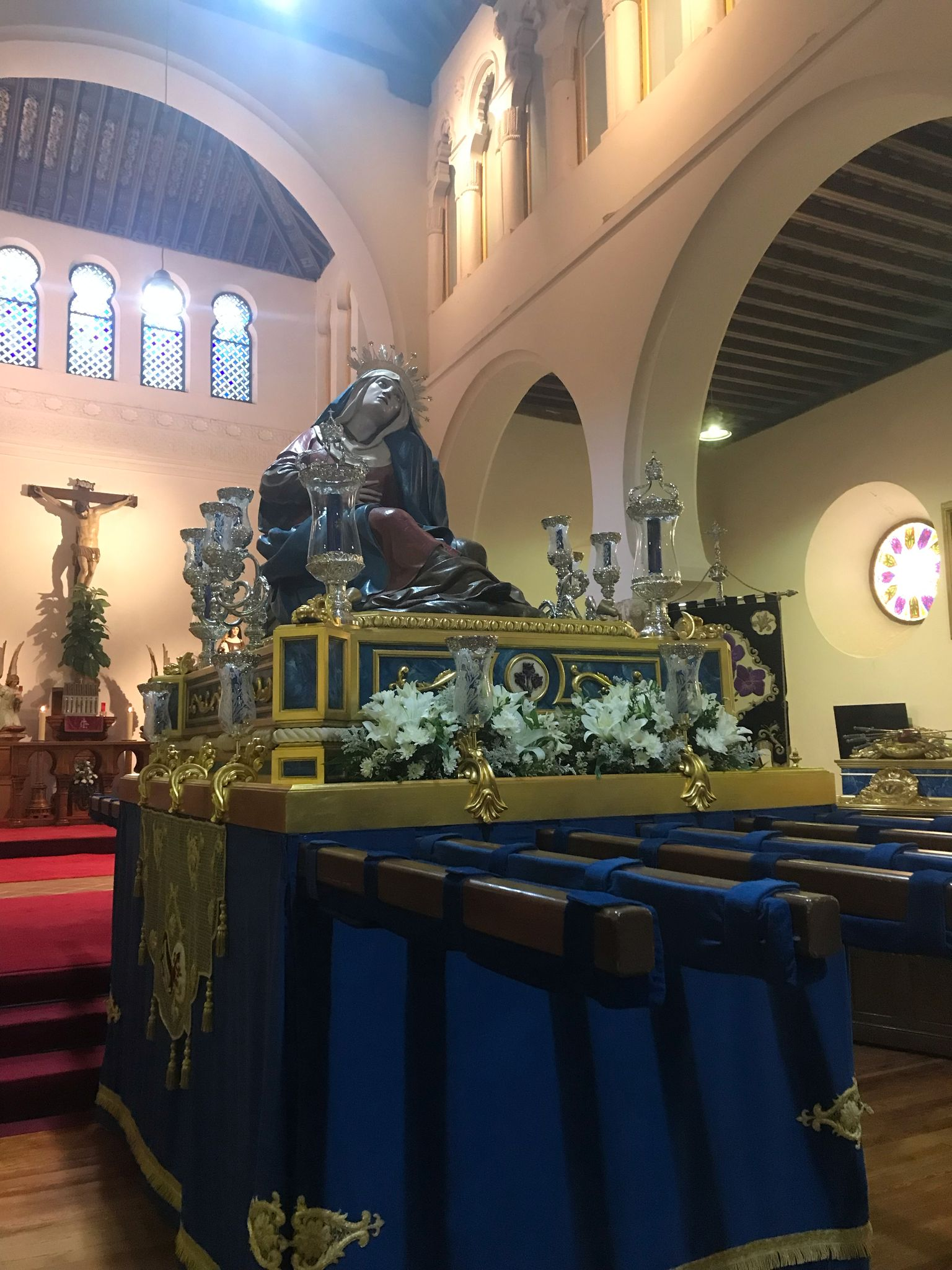
Paso de María Santísima de las Angustias

La imagen del Cristo fue adquirida en el año 1907, esta talla fue procesionada por el gremio de zapateros y curtidores, luego por el seminario en el año 1930, en 1935 es procesionada por las feligresías de El Salvador, santa Eulalia y san Lorenzo y a partir de 1939, por el sindicato de la C.N.S. En 1959 se crea la Cofradía del Santo Cristo con la Cruz a Cuestas en el seno del Colegio de los Hermanos Maristas de Segovia, la cual procesiona ese mismo año.
La Virgen de las Angustias fue procesionada en los años setenta por las congregaciones marianas y se incorporó a la Cofradía de A.D.E.MAR en el año 2000 tras su restauración. En esta restauración se eliminó el corazón con los siete puñales de la talla, poniéndose en un paso aparte que procesiona durante el rezo del Via Matris
En 2014 la Cofradía del Santo Cristo con la Cruz a Cuestas A.D.E.MAR cambió de nombre y escudo, pasando a llamarse Cofradía Penitencial de Nuestro Señor Cristo con la Cruz a Cuestas y María Santísima de las Angustias. Este mismo año se restauró el paso de la Virgen para que pudiese ser llevada en andas.

## Pasos

### Santo Cristo con la Cruz a Cuestas
Talla de madera adquirida en 1907, obra de José Quixal, de la escuela catalana, representa a un cristo ataviado con una túnica roja ceñida por un cordel, porta una cruz y su rostro representa de los padecimientos y dolores del martirio, junto con la pesadumbre de la cruz. Durante su traslado a la Iglesia de San Miguel, el paso es llevado en andas, mientras que en la Procesión de los pasos es transportado en un paso con ruedas.

### María Santísima de las Angustias
Artículo principal: Virgen de las Angustias

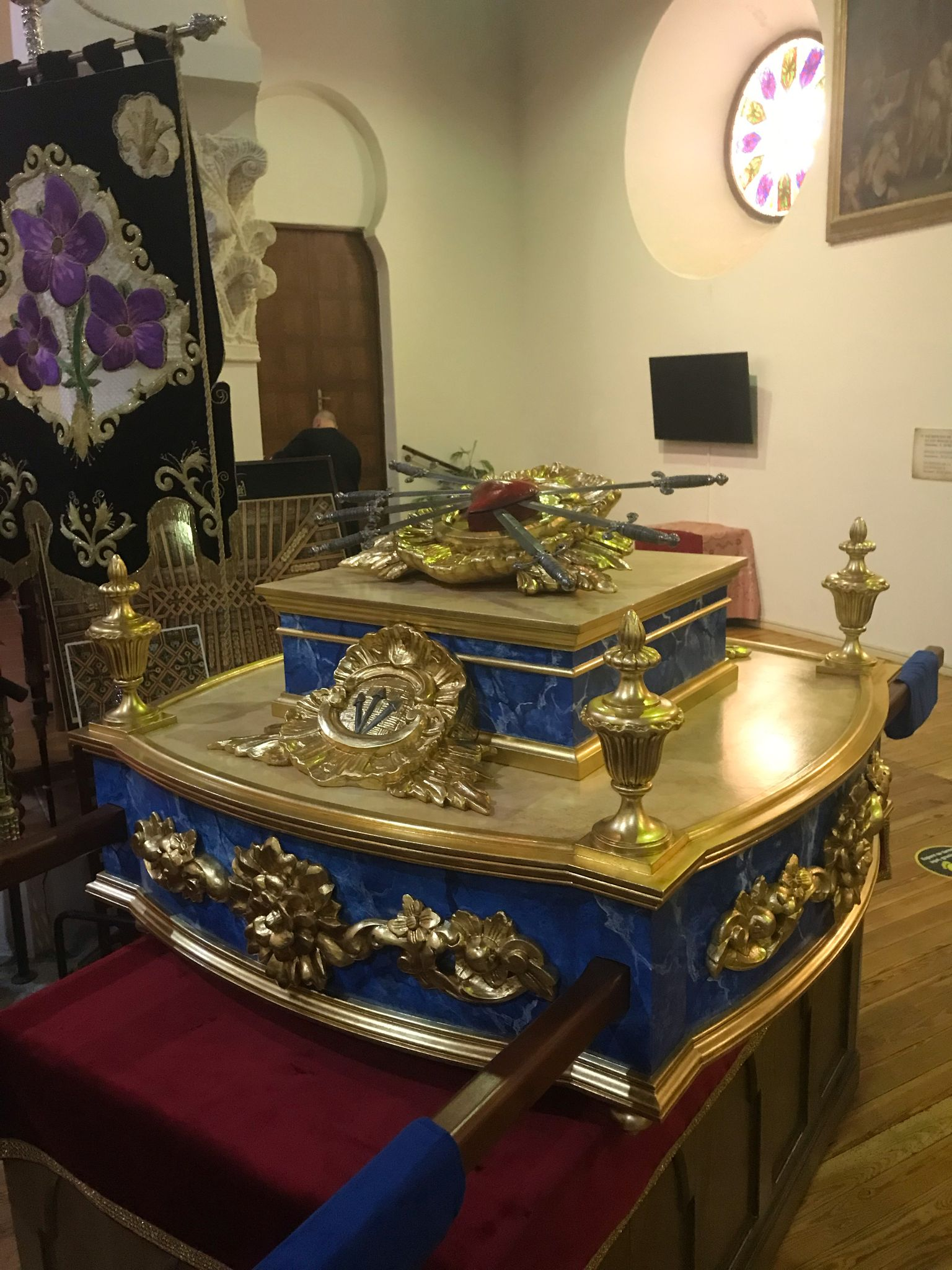
Paso del Corazón de María Santísima de las Angustias

La talla es obra del taller de Juan de Juni, aunque también ha sido adjudicada al propio escultor y es del siglo XVI. La Virgen aparece sentada sobre un peñasco completamente sola, la carga emocional radica en la cabeza, elevada con la boca ligeramente abierta y los ojos alzados al cielo en actitud suplicante. Durante la procesión del Via Matris que suele tener lugar días antes del Jueves Santo, se lleva la imagen en andas, mientras que en la Procesión de los pasos es transportada en un paso con ruedas. Tras la restauración de 2000, el corazón procesiona en un paso separado durante el Via Matris, siendo portado exclusivamente por mujeres.

## Hábito

### Nazarenos y escoltas
Los nazarenos visten hábito y caperuz con la Cruz de Santiago bordada negros, en conjunto con cinturón y capa granate. . Los niños que acompañan a las procesiones sin caperuzo usan túnica gris con la Cruz de Santiago bordada en el pecho, junto con capa blanca y cíngulo rojo. 

### Músicos y portadores de paso
Los portadores de pasos visten hábitos negro con detalles en granate, junto con capucha también de color negro y cíngulo blanco. Durante las procesiones, los músicos de la Banda de dulzainas y tambores usan hábito negro con detalles en granate, esclavina blanca, capucha negra con la Cruz de Santiago bordada y cíngulo rojo y blanco.

## Acompañamiento
Los pasos son acompañados por la Banda de dulzainas y tambores titular de la cofradía, fundada en los años sesenta.